# Zásah štěstím
Zásah štěstím (v originále Coup de chance) je romantický filmový thriller z roku 2023, který režíroval Woody Allen podle vlastního scénáře v britsko-francouzské koprodukci. Snímek měl světovou premiéru 4. září 2023 na filmovém festivalu v Benátkách.

## Děj
Fanny a Jean Fournierovi mají všechny předpoklady, aby byli ideálním párem: jsou úspěšní ve své kariéře, žijí v krásném bytě v jedné z nejlepších pařížských čtvrtí a zdá se, že jsou do sebe stále zamilovaní. Když se ale Fanny náhodou potká se svým bývalým spolužákem Alainem, okamžitě ji uchvátí. Brzy se znovu vidí a sbližují se. Manželství mladého páru hrozí rozpadem. Dochází k nevěře a nakonec i k trestnému činu.

## Obsazení
| Lou de Laâge            | Fanny Fournier                      |
| Melvil Poupaud          | Jean Fournier                       |
| Valérie Lemercierová    | Camille Moreau, matka Fanny         |
| Niels Schneider         | Alain Aubert, bývalý spolužák Fanny |
| Grégory Gadebois        | Henri Delany, soukromý detektiv     |
| Juliette Plumecocq-Mech | Joséphine, soukromý detektiv        |
| Elsa Zylberstein        | Caroline Blanc                      |
| Guillaume de Tonquédec  | Marcel Blanc                        |
| Sara Martins            | Chloé, kamarádka Fanny              |
| Yannick Choirat         | Marc                                |
| Anne Loiret             | Delphine                            |
| Arnaud Viard            | Pierre                              |
| William Nadylam         | Charles                             |
| Jeanne Bournaud         | Linda                               |
| Naidra Ayadi            | Clarice                             |
| Anna Laik               | Marie                               |
| Constance Dollé         | Pauline                             |
| Éric Frey               | Bernard                             |
| Christophe Kourotchkine | Claude                              |
| Benoît Forgeard         | André                               |
| Philippe Uchan          | Doug                                |
| Sâm Mirhosseini         | Dragos, nájemný vrah                |
| Isabelle de Hertogh     | Charlotte                           |
| Bruno Gouery            | Gilles                              |
| François Loriquet       | lovec                               |

## Produkce
Jedná se o Allenův 50. celovečerní film a jeho první natočený ve francouzštině s francouzským obsazením. Už v roce 1996 natočil část svého filmu Všichni říkají: Miluji tě v Paříži stejně jako se zde odehrává část děje ve filmu Kouzlo měsíčního svitu z roku 2014. Půlnoc v Paříži z roku 2011 byl pak celý natočen v Paříži.